# Сидоров, Иван Прохорович
Ива́н Про́хорович Си́доров (1911—1994) — старший лейтенант Советской Армии, участник Великой Отечественной войны, Герой Советского Союза (1945).

## Биография
Иван Сидоров родился 15 октября 1911 года в деревне Никольское (ныне — Тербунский район Липецкой области). После окончания педтехникума работал учителем. В 1933—1936 и 1939—1940 годах проходил службу в Рабоче-крестьянской Красной Армии, участвовал в польском походе и советско-финской войне. В 1941 году Сидоров в третий раз был призван в армию. В 1942 году он окончил Мичуринское военно-инженерное училище. С апреля того же года — на фронтах Великой Отечественной войны.
К апрелю 1945 года лейтенант Иван Сидоров командовал сапёрным взводом 175-го отдельного сапёрного батальона 126-й стрелковой дивизии 54-го стрелкового корпуса 43-й армии 3-го Белорусского фронта. Отличился во время штурма Кёнигсберга. Взвод Сидорова успешно преодолел канал и проделал проход в минном поле, после чего сконструировал два заряда из трофейных мин и подорвал стены форта № 5, в результате чего погибло 76 немецких солдат и офицеров, ещё 143 были вынуждены сдаться в плен.
Указом Президиума Верховного Совета СССР от 19 апреля 1945 года лейтенант Иван Сидоров был удостоен звания Героя Советского Союза с вручением ордена Ленина и медали «Золотая Звезда».
В 1946 году в звании старшего лейтенанта Сидоров был уволен в запас. Проживал и работал в Курске. 
Похоронен на Никитском кладбище Курска
Был также награждён орденом Отечественной войны 1-й степени, двумя орденами Отечественной войны 2-й степени, орденом Красной Звезды и рядом медалей.